# Санрайз Адамс
Санрайз Адамс (англ. Sunrise Adams; нар. 14 вересня 1982 року, Сент-Луїс) — американська порноакторка.

## Біографія
Народилася в Сент-Луїсі, штат Міссурі, і виросла в сільській місцевості Східного Техасу в містечку Піктон з населенням 90 осіб, без телефону і з одним телеканалом.
У 18 років перебралася в Лос-Анджелес, де потрапила в порноіндустрію.
З серпня 2002 року — акторка порностудії Vivid Entertainment. Дебютувала в порно роком раніше, 8 січня, знявшись у фільмі More Dirty Debutantes 186 (Ед Пауерс).

## Нагороди та номінації
- 2003 — Venus Award — Краща нова старлетка (перемога)[6]
- 2004 — AVN Award — Краща сцена орального сексу (номінація; в парі з Ренді Спірс)[7]